# Station Uckange
Station Uckange is een spoorwegstation in de Franse gemeente Uckange.

## Treindienst
| Serie              | Treinsoort            | Route                                                       | Bijzonderheden |
| ------------------ | --------------------- | ----------------------------------------------------------- | -------------- |
| RE 88500 TER 88500 | RegionalExpress (CFL) | Luxemburg – Thionville – Uckange – Metz-Ville – Nancy-Ville |                |
| RE 88700           | RegionalExpress (CFL) | Luxemburg – Thionville – Uckange – Metz-Ville               |                |